# Star Clipper

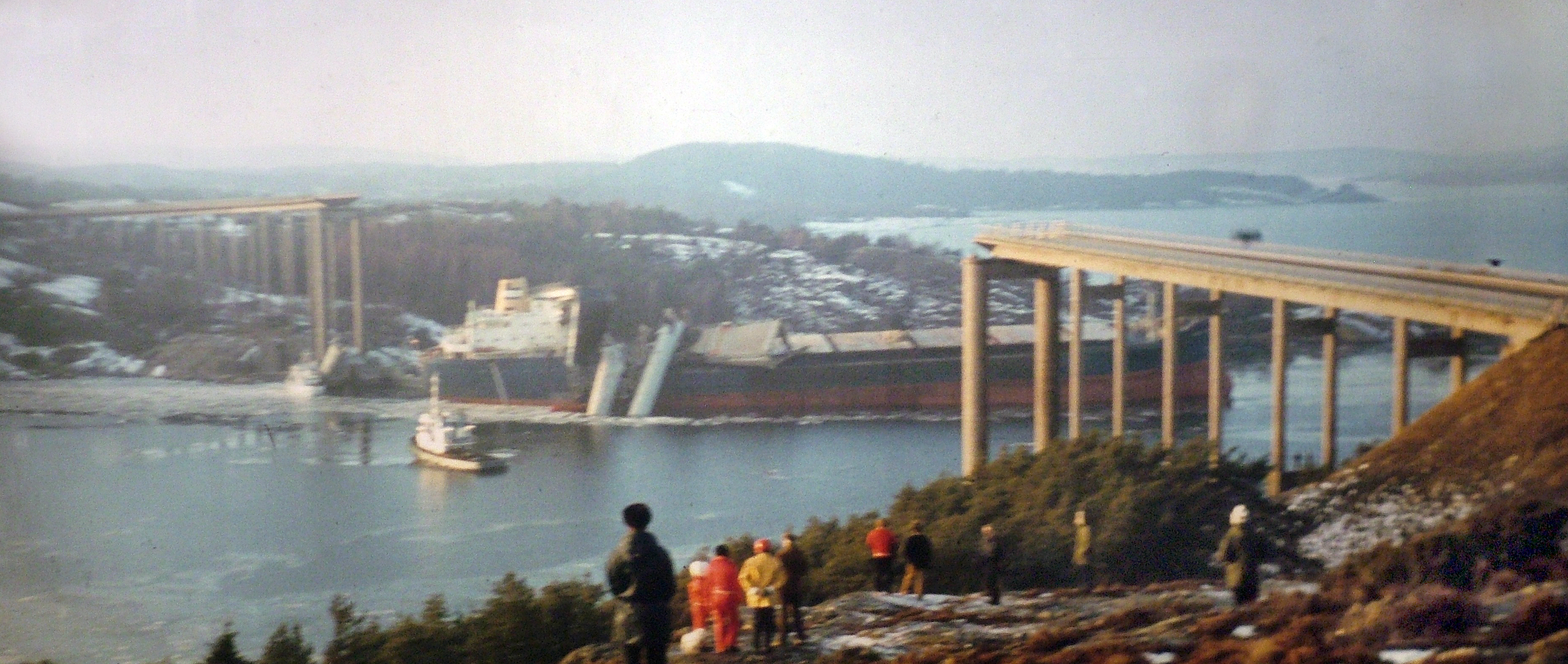
Tjörnbroraset 18 januari 1980 då Star Clipper raserat Almöbron.

Star Clipper var ett norskt, liberiaregistrerat bulkfartyg som i Sverige påseglade Almöbron den 18 januari 1980 i vad som kallas Tjörnbrokatastrofen. Hon var byggd hos Kockums Mekaniska Verkstad i Malmö. Fartyget kölsträcktes 26 september 1968 och levererades 1969 till det norska rederiet Billabong-Per Waaler & Co. med säte i Bergen. Hennes lastförmåga var 27 450 dödviktston. År 1981 såldes hon och bytte namn till Star Lanao. Den 16 september 1986 höggs hon upp till skrot i Karwar i Indien.